# A Jitney Elopement
A Jitney Elopement és un curtmetratge de Charlie Chaplin de 1915. Protagonitzada per Charlie Chaplin i Edna Purviance com amants, amb Edna que volia que Charlie la prengués en un matrimoni arranjat pel seu pare (interpretat per Fred Goodwins). Charlie la pren en un jitney, un tipus de taxi compartit popular als Estats Units entre 1914 i 1916. Gran part de la pel·lícula es va rodar a San Francisco i inclou escenes del Golden GatePark de San Francisco i els grans molins de vent.

## Argument
Charlot fa la cort a Edna sota el seu balcó i li declara el seu amor; Edna li respon que els seus sentiments són recíprocs però que el seu pare li ha trobat un marit en la persona d'un comte; Charlot decideix llavors que es farà passar pel comte i simpatitza amb el pare d'Edna; desgraciadament, el verdader comte arriba i Charlot és fet fora manu militari de la casa; més tard, el pare porta el comte i Edna al, camp on es creuen amb Charlot; Edna fuig amb ell i comença una carrera-persecució amb un cotxe. Aconsegueixen enviar els seus perseguidors a l'aigua, al port i s'abracen.

## Repartiment
- Charles Chaplin (el fals Comte)
- Edna Purviance (Edna)
- Ernest Van Pelt (el pare d'Edna)
- Leo White (el Comte Chloride de Limer)
- Lloyd Bacon (el majordom jove/Policia)
- Paddy McGuire (el majordom vell/Policia)
- Bud Jamison (policia)
- Carl Stockdale (policia)
- Fred Goodwins